# Gaito Gazdanov

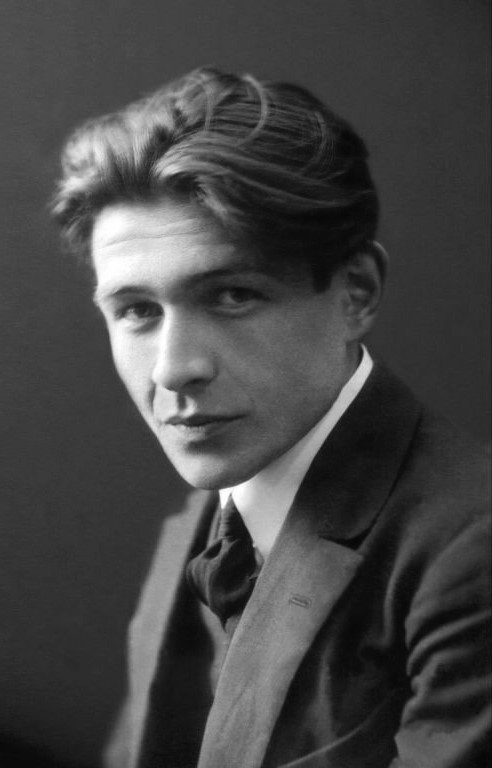
Gaito Gazdanov

Gaito Gazdanov [rusă Гайто́ (Гео́ргий) Ива́нович Газда́нов, Gaito (Georgii) Ivanovici Gazdanov; osetă: Гæздæнты Бæппийы фырт Гайто] (n. 6 decembrie [S.V. 23 noiembrie] 1903 – d. 5 decembrie 1971) a fost un scriitor rus din diasporă, cu origini osete.

## Traduceri în limba română
- Spectrul lui Alexander Wolf, traducere de Adriana Liciu, Editura Polirom, 2014.